# To Be with You
«To Be with You» (en español: «Estar contigo») es una power ballad interpretada por la banda de hard rock estadounidense Mr. Big, publicada por la compañía discográfica Atlantic Records a finales de 1991 como segundo sencillo del segundo álbum de estudio Lean into It (1991). La canción ingresó inicialmente en las listas de éxitos estadounidenses el 21 de diciembre de 1991, apareciendo en la lista Billboard Hot 100. Ingresó en las listas de éxitos en cerca de 20 países, logrando ubicarse en la primera posición de las listas de Estados Unidos. Ocupó la tercera posición en las listas del Reino Unido.

## Créditos y personal
- Eric Martin - voz
- Paul Gilbert - guitarra, coros
- Billy Sheehan - bajo, coros
- Pat Torpey - percusión